# 래리 제임스
조지 로런스 ("래리") 제임스(George Lawrence ("Larry") James, 1947년 11월 6일 ~ 2008년 11월 6일)는 전 미국의 단거리달리기 선수로 1968년 멕시코시티 올림픽에서 1600m 릴레이 금메달과 400m 경주 은메달을 획득하였다.

## 생애
뉴욕주 마운트플레전트에서 태어나 7등급에서 육상을 시작하였다. 화이트플레인스 고등학교에서 수학하면서 중등급 허들과 세단뛰기에 나갔다.

### 육상 경력
멕시코시티 올림픽에서 2개의 메달을 딴 제임스는 자신의 육상 경력 동안에 세계 기록들을 세우고 NCAA 타이틀을 우승하기도 하였다. 400m 경주에서 43.97초로 은메달을 딴 그는 존재하는 세계 기록을 앞섰지만 동료 선수 리 에번스에 밀려 2위를 하였다. 1992년까지 깨지지 않은 세계 기록 2분 56.16초를 세운 1600m 릴레이 팀에 3번째 주자로 달려 금메달을 추가하였다.
캘리포니아주 이코서밋에서 열린 1968년 올림픽 선발 시합에서 44.1초의 400m 세계 기록을 세우면서 에번스에게 밀려 2위를 하였다. 제임스는 1970년 세계 대학 경기에서 400m 허들과 1600m 릴레이에서 최종 주자로 우승을 거두었다. 빌라노바 대학교의 학생으로서 명예의 전당 코치 점보 엘리엇 아래 NCAA 남자 실외 육상 선수권 440 야드 타이틀(1970)과 그 거리에 3회의 NCAA 남자 실내 육상 선수권(1968, 1969, 1970)을 우승하였다.

### 감독 경력
2003년 세계 실외 선수권에서 미국 팀의 총감독으로 제임스는 미국 육상 예산 위원회의 의장이었으며, 스탁턴 대학교에서 28년간 육상·레크리에이션 프로그램 서비스의 학장을 지내왔다. 그 대학의 축구·육상 경기장은 그의 이름을 땄다.
빌라노바 대학교에서 받은 경영학 학위에 추가로 1987년 러트거스 대학교에서 공공정책 학사를 취득하였다.
2003년 국립 육상 명예의 전당에 헌액되었다.
61세의 생일에 뉴저지주 갤로웨이타운십에 있는 저택에서 대장암으로 사망하였다.